# 이매중학교
이매중학교(二梅中學校)는 대한민국 경기도 성남시 분당구 이매동에 있는 공립 중학교이다.

## 학교 연혁
- 1992년 1월 8일 : 이매중학교 인가
- 1992년 7월 23일 : 교실 22개 완공
- 1992년 9월 1일 : 초대 교장 차영순 취임
- 1992년 9월 1일 : 이매중학교 개교(초대 차영순 교장 부임)
- 1993년 2월 16일 : 제1회 졸업식(졸업생 34명)
- 2003년 2월 5일 : 교실 10 증축
- 2008년 2월 12일 : 도서관, 외국어전용실 리모델링 개관
- 2010년 2월 9일 : 교과교실 15 신설
- 2010년 3월 1일 : 교과교실제(국어, 영어, 수학, 사회, 과학) 운영
- 2015년 3월 6일 : 성남형 교육지원사업, 혁신공감학교
- 2020년 3월 1일 : 경기도교육청지정 영어교육정책 연구학교 운영
- 2020년 9월 1일 : 제9대 교장 조수향 취임
- 2024년 1월 5일 : 제32회 졸업식(324명, 총 13,062명)
- 2024년 3월 4일 : 2024학년도 입학식(10학급 323명)

## 참고 자료
- 이매중학교 - 한국교육학술정보원 학교알리미